# Кыса, Билал
Била́л Кыса́ (тур. Bilal Kısa; 22 июня 1983, Мерзифон) — турецкий футболист, полузащитник. В 2006—2014 годах выступал за национальную сборную Турции.

## Клубная карьера
Билал начинал свою карьеру в скромных турецких командах из низших лиг. В 2000 году он стал футболистом юношеской команды «Фенербахче». В сезоне 2002/03 Билал провёл свой единственный матч за «канареек». Следующим клубом игрока стал «Измиспор», где он провёл один яркий сезон и присоединился к «Малатьяспору». После вылета «тигров» из высшего дивизиона, Билал перебрался в «Анкараспор». Первые три сезона он был основным игроком, однако в сезоне 2009/10 не вписался в планы тренера и перешёл в «Анкарагюджю» на правах аренды. После неровных выступлений за «Каршияку» и «Карабюкспор», Билал нашёл себя в клубе «Акхисар Беледиеспор». После отличного сезона 2014/15 его пригласил «Галатасарай».

## Сборная
Билал выступал за молодёжные турецкие сборные. Его дебют за национальную сборную Турции состоялся 29 марта 2006 года в матче против сборной Эстонии. В 2013 году он вернулся в сборную после семилетнего перерыва.

## Достижения
«Галатасарай»
- Обладатель Суперкубка Турции: 2015
- Обладатель Кубка Турции: 2015/2016